# Marcin Horbacz
Marcin Horbacz (Koszalin, 16 giugno 1974) è un pentatleta polacco.

## Palmarès
In carriera ha conseguito i seguenti risultati:
- Mondiali:

Pesaro 2000: argento nel pentathlon moderno a squadre.
Millfield 2001: bronzo nel pentathlon moderno staffetta a squadre.
San Francisco 2002: bronzo nel pentathlon moderno staffetta a squadre.
- Europei

Sofia 2001: bronzo nel pentathlon moderno staffetta a squadre.
Albena 2004: bronzo nel pentathlon moderno staffetta a squadre.
Montepulciano 2005: bronzo nel pentathlon moderno staffetta a squadre.
Riga 2007: bronzo nel pentathlon moderno individuale.